# Alekseï Outchitel
Alekseï Iefimovitch Outchitel (en russe : Алексей Ефимович Учитель), né à Leningrad (Union soviétique) le 31 août 1951, est un producteur et réalisateur russe d'origine juive. Artiste du peuple de la fédération de Russie en 2002.

## Biographie
Le père d'Alekseï, Iefim Outchitel (1913-1988), est un réalisateur et cameraman soviétique, artiste du peuple de l'URSS, récipiendaire du prix d’État de l'URSS.
Alekseï fait ses études à l'Institut national de la cinématographie dont il est diplômé en 1975. Sa carrière commence dans le studio des films documentaires de Leningrad. Il se démarque avec le film Rock sorti en 1988, une apologie du rock russe qui s'inscrit dans le contexte de la perestroïka. Les critiques le comparent avec le documentaire de Juris Podnieks Est-il facile d'être jeune, car à travers l'histoire d'un genre musical il évoque toute une génération de Soviétiques qui cherchent leur place dans le monde qui change.
Sa société de production est fondée en 1990. En 1992, il revisite le thème de l'underground russe avec la suite du Rock intitulé Le Dernier Héros. Le titre fait référence à l'album éponyme de Viktor Tsoi, l'un des héros du premier volet.
À partir de 1995, Outchitel se tourne vers la fiction avec le film biographique Manie de Giselle, libre interprétation de l'histoire de la danseuse Olga Spessivtseva.
En 2010, le réalisateur préside le festival international de films documentaires, courts-métrages et de films d'animations Message To Man à Saint-Pétersbourg.

## Filmographie partielle

### Comme réalisateur

#### Au cinéma
- 1988 : Rock (Rok) (documentaire)
- 1992 : Le Dernier Héros (Последний герой, Posledniy gueroy)
- 1995 : La Folie de Gisèle (Мания Жизели, Maniya Jizeli)
- 2000 : Le Journal de sa femme (Дневник его жены, Dnevnik ego jeny)
- 2003 : La Promenade (Прогулка, Progoulka)
- 2005 : Le Cosmos comme pressentiment (Космос как предчувствие, Kosmos kak predchouvstvie)
- 2008 : Le Prisonnier (Пленный, Plenny)
- 2010 : L'Affrontement (Край, Kraï)
- 2013 : Huit (Восьмёрка, Vosmiorka)
- 2017 : Matilda (Матильда)
- 2020 : Tsoï (Цой)

#### À la télévision
- 1993 : Butterfly (Le Papillon, téléfilm)

### Comme producteur
- 1995 : Maniya Zhizeli (La Folie de Gisèle)
- 2000 : Dnevnik ego zheny (Le Journal de sa femme)
- 2003 : Progulka (La Promenade)
- 2005 : Kosmos kak predchuvstvie (Le Cosmos comme pressentiment)
- 2008 : Plennyy
- 2010 : L'Affrontement (Kray)
- 2013 : Huit (Vosmiorka)
- 2013 : Corps et Biens

## Distinctions
- En 1995, il reçoit le grand prix lors de la 3e édition du Festival du cinéma russe à Honfleur pour La Folie de Gisèle
- En 2000, il reçoit le grand prix du festival Kinotavr à Sotchi pour Le Journal de sa femme et l'année suivante le Nika de la meilleure fiction pour le même film.
- En 2002, Utchitel est distingué artiste du peuple de la fédération de Russie.
- En 2010, il reçoit le grand prix lors de la 18e édition du Festival du cinéma russe à Honfleur[3] pour L'Affrontement (avec l'intitulé La Lisière).